# 德国驻大阪及神户总领事馆
德国驻大阪及神户总领事馆（德語：Deutsches Generalkonsulat in Osaka-Kobe）是德意志联邦共和国在日本国大阪府大阪市设立的总领事馆，领区范围覆盖西日本的所有行政县，包括爱知县、岐阜縣和富山县。
在2019年，该领事馆是德国唯一一座館名包含2座城市的駐外使领馆。

## 历史
德国驻大阪及神户总领事馆的历史与神户市及兵库县的发展密切相关。1868年1月1日，日本政府在神户村附近提供了一块50公顷的土地作为对外贸易点。在接下来的几年中，许多德国人来到神户，购置土地并开始经商。当时德国人对日本当局所要求的利益代表是由来自克尼夫勒洋行（Kniffler & Co.）的汉堡商人奥古斯特·埃弗斯所代理，该洋行即如今著名的贸易公司斯伊利集团的前身。随着神户作为港口和贸易中心对于德国人的重要性不断提高，后者遂于1874年在神户设立了名为“德意志帝国驻兵库－大阪领事馆”（Kaiserlich Deutsches Konsulat in Hyogo und Osaka）的专职领事机构。至1897年，德国与日本当局之间的通信往来已超过1781件，当时德僑社区的人口亦达136人，另有115艘德国船只在神户活动。领事工作量的增加需要有合适的馆舍，为此，在神户“东町117番地”建造的德国领事馆新馆舍于1901年12月28日开幕。至1902年，鉴于当时神户地位的飞速发展，它被更名为“德意志帝国驻神户总领事馆”。1906年，德国议会的首个官方代表团访问该领事馆，同时对前一年结束的日俄战争进行了解。随着德语学校于1909年9月建立，为德国人在神户的牢固定居奠定了进一步的基础，其影响深远时至今日。
1914年8月23日，随着大日本帝国对德意志帝国宣战，日德两国进入战争状态，德国驻神户总领事馆也相应关闭。然而，传统良好的德日关系并未受到战争的影响。当德国于青島戰役落败后，一部分德軍士兵被拘禁在日本，他们留在神户，并创立了诸如“约赫海姆”和“弗罗因德利布”等知名的家族企业。隨著第一次世界大战结束，德国驻神户总领事馆也繼驻横滨代表处之后于1922年重新开館，其領事轄區亦自同年起擴大至臺灣。然而因受到关东大地震影响，横滨代表处于1923年闭馆，神户成为东京大使馆之外唯一的德国驻日领事机构。由于当时关东地区的许多德国商人尝试在神户和大阪寻求新发展，导致关西居住的德僑有时甚至会多于东京。1930年，德国在当时作為重工业及化学工业新兴中心的大阪另设了一个独立的总领事馆。两座总领事馆于1934年合并。20世纪30至40年代德国在关西的利益仍然主要集中在神户及其德僑社区，與蓬勃发展的德日航运。
第二次世界大战成为德日关系的一个转折点。柏林－东京轴心的军事化双边关系，以及德国和日本侵略战争的失败都对双方艰苦创造的文化和经济成就造成了破坏性影响。在这个困难时期，德国驻神户总领事馆成为了数百名来自亚洲各地的德国难民最重要的聚集点之一。1945年6月，神户遭到大规模空袭，德国领事馆被彻底摧毁。同年8月，因无力抵抗以美、苏为首的盟军攻势，大日本帝国向盟军投降。日德间的外交关系自此断绝，几乎所有德国人都必须于战后两年内遣送回国。尽管德日外交关系中断，但为了组织德国人遣返，特准领事馆繼續存在，直至1948年才关闭。然而，領事館用地被没收并且不再归还，从而使德国驻神户总领事馆永久失去了最重要的根源之一。尽管如此，德国人仍然与神户保持着密切的个人和经济联系，在美国占领日本期间，有逾300名德国人返回神户。

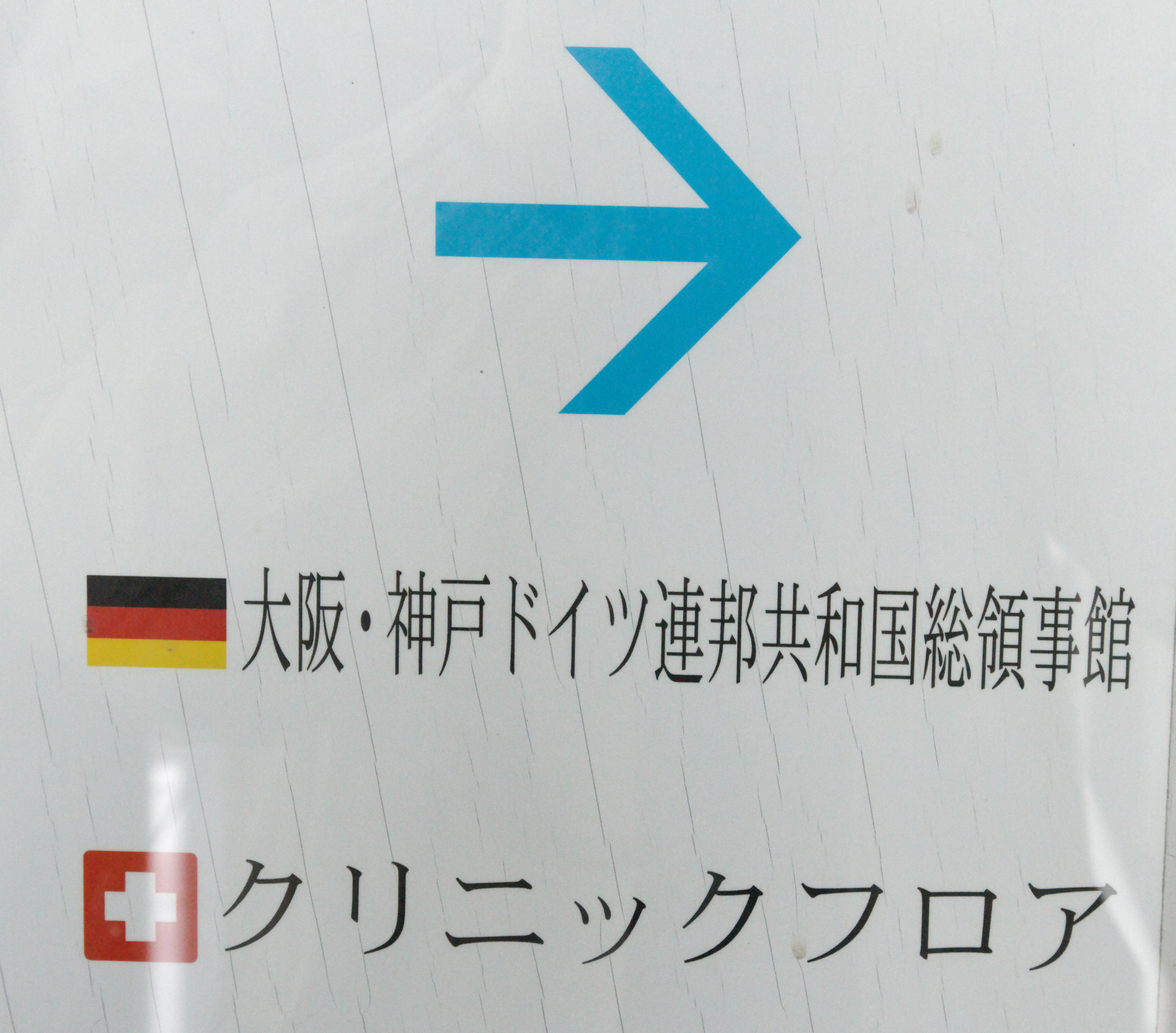
德国驻大阪及神户总领事馆门牌

1949年5月23日，德意志联邦共和国（西德）成立。而随着《舊金山和約》于1952年4月28日生效，日本得以恢复正常國家地位。1953年5月18日，全新的西德驻大阪及神户总领事馆在三宫开馆。在接下来的40年间，总领事馆的工作受到德日间日益密切的经济、科学和文化交往的影响。作为总领事馆馆务的一部分，京都德国文化中心（现鸭川歌德学院别墅）于1955年设立、大阪德国文化中心（现大阪歌德学院）于1964年设立，同时每年有超过3000名语言学生，以及该地区的26个德日社群和18个友好城市，发展成为两国关系的永久性基础。新兴的神户集装箱码头开始越来越多的处理两国贸易。约70家德国企业在该地区设立了分社。自那时起，已有近1000名德国人居住在该地区。
1995年1月17日，阪神大地震摧毁了位于神户的总领事馆馆舍。尽管在震后临时搭建的条件下有助于更快恢复完整的工作能力，并且兵库县、神户市的官民都对德国表达了对神户领事馆存续的期待，但德国联邦政府还是于同年7月决定，将总领事馆从神户迁至大阪。这也充分考虑到了大阪对德日经济关系日益增长的重要性。1997年10月23日，设于梅田藍天大廈35樓的办公室在时任德国外长克劳斯·金克尔的主持下正式揭幕。

## 领事辖区

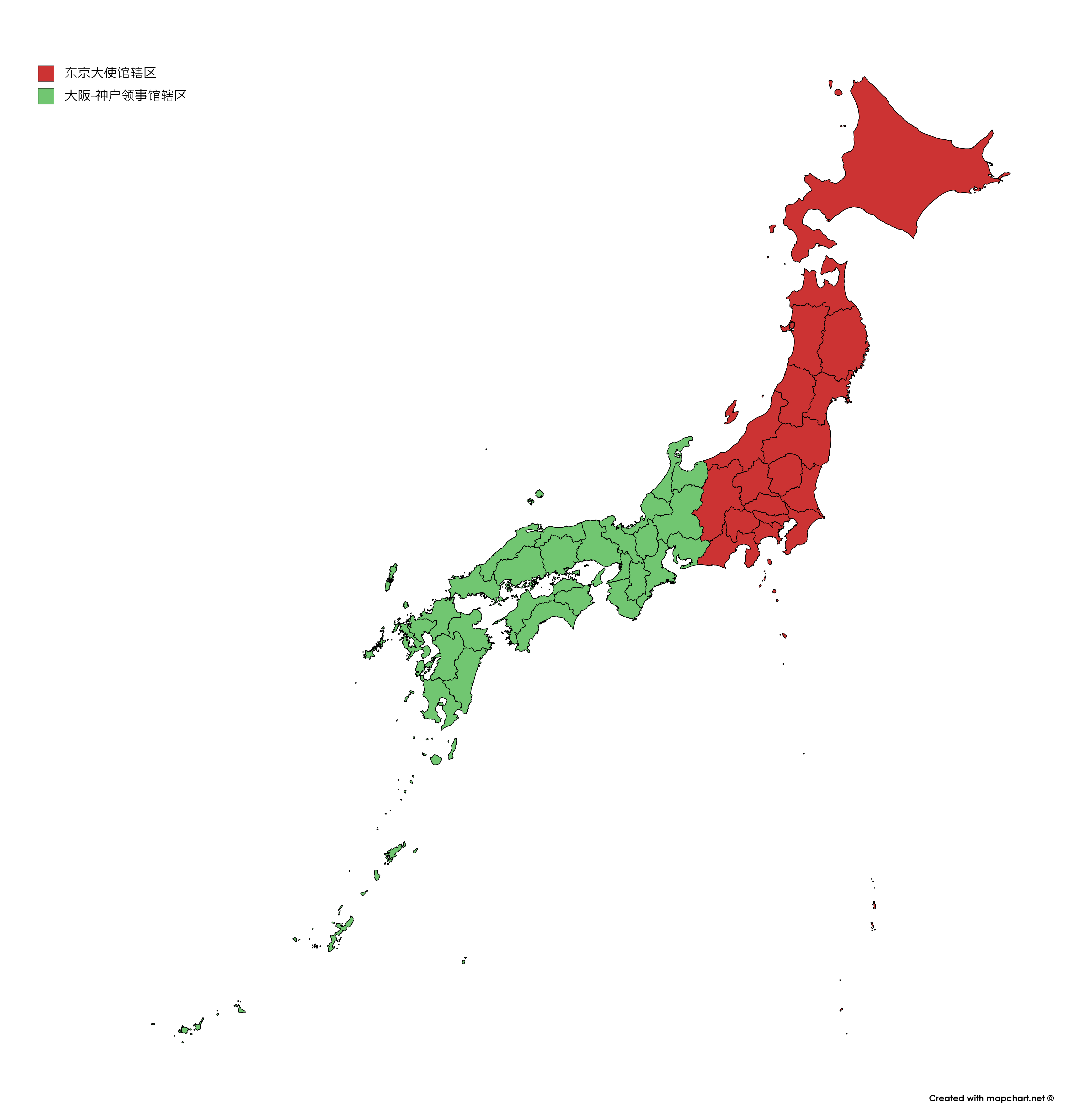
德国驻日本大使馆和领事馆的領事辖区。绿色为驻大阪及神户总领事馆辖区，红色为驻东京大使馆辖区

德国驻大阪及神户总领事馆的领事辖区覆盖西日本29个府县，以富山县、岐阜县、爱知县（包含）为其边界。这29个县为爱知县、岐阜縣、三重县、福井县、富山县、石川县、滋贺县、大阪府、京都府、奈良县、和歌山县、兵库县、鸟取县、冈山县、岛根县、广岛县、山口县、香川县、德岛县、高知县、爱媛县、福冈县、佐贺县、长崎县、熊本县、大分县、宫崎县、鹿儿岛县和冲绳县。

## 外部連結
- 德国驻大阪及神户总领事馆 - 首頁 （页面存档备份，存于）